# J. B. Pritzker
Pour les articles homonymes, voir Pritzker.
Jay Robert Pritzker, dit J. B. Pritzker, né le 19 janvier 1965 à Atherton (Californie), est un homme d'affaires et homme politique américain. Membre du Parti démocrate, il est gouverneur de l'Illinois depuis 2019.

## Biographie

### Famille et études
J. B. Pritzker est né en Californie, où son père Donald Pritzker cherche à relancer les hôtels Hyatt. Il est issu de la famille Pritzker, d'origine juive ukrainienne et considérée comme la plus riche de l'État de l'Illinois. Son père meurt en 1972 et sa mère Sue sombre dans l'alcoolisme. Elle meurt en 1982 alors que J. B. est encore au lycée. À la fin des années 1990, la famille Pritzker se divise pour l'héritage de son oncle Jay Pritzker. J. B. Pritzker en obtient une partie. Sa sœur Penny Pritzker est secrétaire au Commerce dans le gouvernement de Barack Obama.
À l'automne 1982, Pritzker entre à Georgetown avant d'être transféré à l'université Duke. En 1987, une fois diplômé, Pritzker travaille pour les sénateurs démocrates Terry Sanford et Alan Dixon. C'est à cette époque qu'il rencontre sa femme, Mary Kathryn Muenster, alors assistante parlementaire de Tom Daschle,. Il arrive en 1990 dans l'Illinois, où se trouve l'essentiel de sa famille, et obtient un diplôme en droit de l'université Northwestern en 1993, année où il épouse Mary.

### Carrière, entre politique et monde des affaires
En 1998, Pritzker se présente à la Chambre des représentants des États-Unis dans le 9e district de l'Illinois. Même s'il dépense plus d'un million de dollars, il est battu par Jan Schakowsky durant la primaire démocrate. En 2008, il copréside la campagne nationale d'Hillary Clinton quand sa sœur milite pour le sénateur de l'Illinois Barack Obama. Il soutient à nouveau Clinton en 2016.
Jusqu'au printemps 2017, il dirige avec son frère Anthony le Pritzker Group, un cabinet de capital-investissement qui investit dans de nombreuses sociétés. Il participe à la fondation de 1871, un incubateur d'entreprises à Chicago, et prend la tête de ChicagoNEXT, chargé d'attirer des investisseurs dans la plus grande ville de l'Illinois. En 2018, le magazine Forbes estime sa fortune à 3,2 milliards de dollars. Pritzker utilise une partie de cette fortune pour des actions philanthropiques, notamment en faveur de l'éducation à Chicago.

### Candidature au poste de gouverneur de l'Illinois

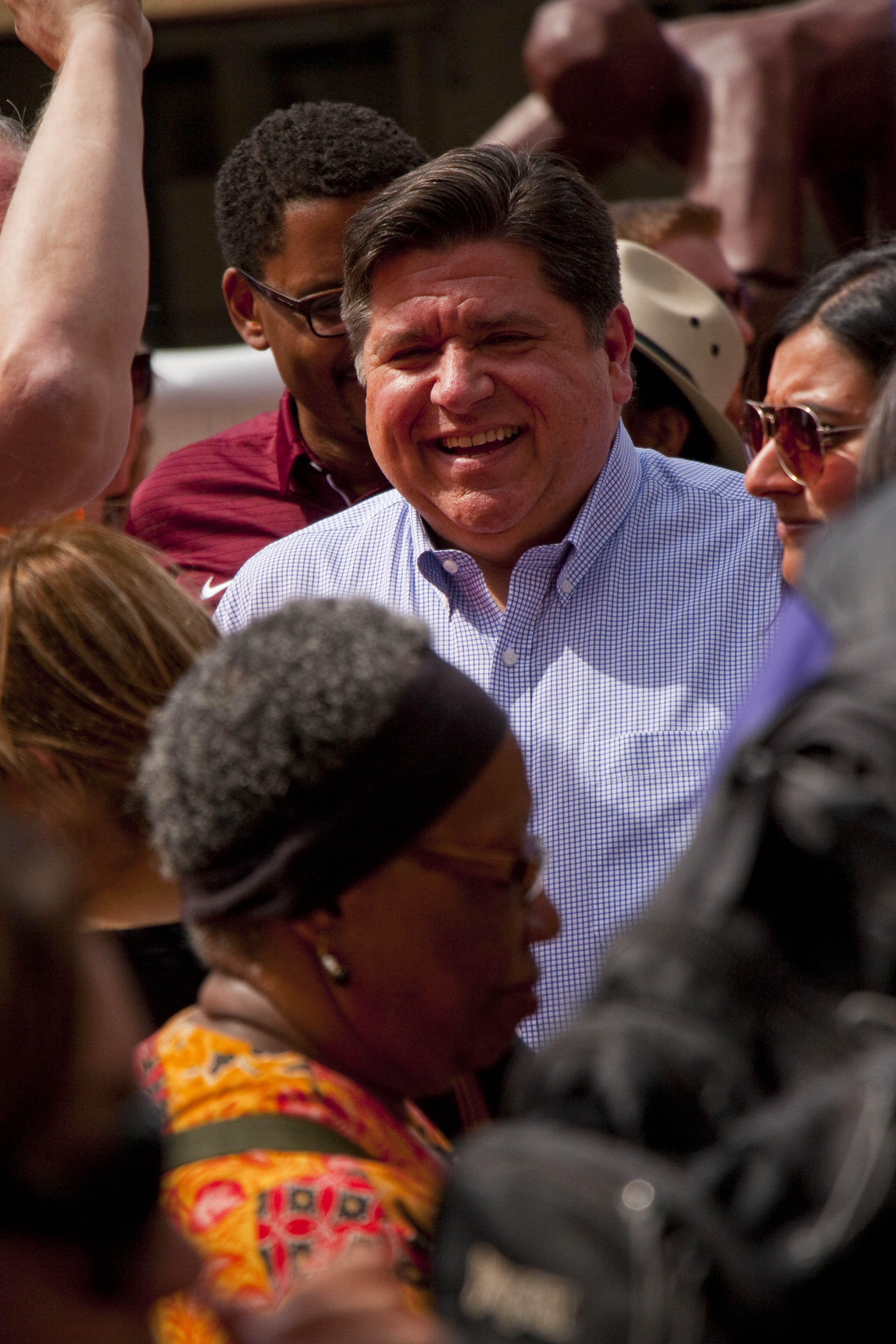
Pritzker en campagne en mars 2018.

Pritzker se présente au poste de gouverneur de l'Illinois lors des élections de mi-mandat de 2018 face au républicain sortant Bruce Rauner. Durant la primaire démocrate, il affronte notamment le sénateur Daniel Biss et l'homme d’affaires Chris Kennedy (fils de Robert F. Kennedy). Il dépense plus de 70 millions de dollars et reçoit le soutien de nombreux dirigeants du Parti démocrate local. Il remporte la primaire avec 45 % des voix devant Bliss (27 %) et Kennedy (24 %). Il réalise ses meilleurs scores dans le sud de l'Illinois.
Pritzker dépense au total plus de 170 millions de dollars de sa fortune personnelle dans l'élection. Il axe sa campagne sur la hausse du salaire minimum et des impôts sur les plus fortunés ainsi que la création d'une assurance santé publique dans l'État. Rauner attaque le démocrate pour ses liens avec l'ancien gouverneur corrompu Rod Blagojevich, qui envisageait de le nommer trésorier de l'Illinois. Dans cet État démocrate, Pritzker domine largement Rauner dans les sondages et est considéré comme le favori de l'élection.
Le 6 novembre 2018, il est élu gouverneur en obtenant 54,5 % des voix face à Rauner qui totalise 38,8 %. Il s'agit de la plus large victoire d'un candidat au poste de gouverneur depuis 1994. Il prête serment et entre en fonction le 14 janvier 2019.

## Prise de position satirique face à Donald Trump
Le 7 février 2025, en réaction aux annonces de Donald Trump concernant le changement de nom du golfe du Mexique en golfe d'Amérique et l'annexion du Groenland, Pritzker publie une vidéo satirique sur son compte X annonçant le changement de nom du lac Michigan en lac Illinois ainsi que l'annexion par son État de la ville de Green Bay située dans le Wisconsin,,.
Il suit en cela la présidente du Mexique Claudia Sheinbaum qui, le 8 janvier, avait suggéré en plaisantant que l'Amérique du Nord, y compris les États-Unis, soit renommée « Amérique mexicaine », un nom historique utilisé sur une ancienne carte réalisée en 1607 pour la Compagnie néerlandaise des Indes orientales : « Sur la carte de 1607 que je présente, l'Amérique du Nord s'appelle l'Amérique mexicaine, ce qui correspond au titre de la Constitution d'Apatzingán. »,,,,,, ainsi que le gouverneur républicain du Texas Greg Abbott qui, le même jour, avait ironisé à son tour en republiant sur son compte X une photo du golfe du Mexique avec le nom « Golfe du Texas » en grosses lettres blanches et en commentant « Si nous devons renommer les choses… voici ce qu'il faut faire. »,.